# Muxta termineola
Muxta termineola är en fjärilsart som beskrevs av George Francis Hampson 1907. Muxta termineola ingår i släktet Muxta och familjen björnspinnare. Inga underarter finns listade i Catalogue of Life.